# 成田本店
株式会社成田本店（なりたほんてん）は、青森県青森市に本社を置く、青森県に出店している書店、レコードショップである。県民からは「なりほん」と呼ばれ、青森県民に広く知られている書店である。シンボルマークは木のマークである。
なお、本社・しんまち店の立地する土地が、青森県で一番地価が高い土地である。

## 店舗案内

### 青森市内
- 本社（青森市）しんまち店内にある。
  - しんまち店（青森市）

〒030-8588　青森市新町1丁目13番4号
- サンロード店（青森市）

〒030-8533　青森市緑3丁目9番2号　サンロード青森1階
- つくだ店（青森市・店舗2階に外商センター併設）
  - 外商センター

〒030-0963　青森市中佃3丁目7番11号

### 中南地方
- 外商センター弘前営業所

〒036-8186　弘前市富田２丁目６番１号

### 三八地方
- みなと高台店

〒031-0823　八戸市湊高台2丁目1番3号

#### 閉鎖された店舗
- とうてつ三沢店（三沢市）

ビードルプラザのテナントとして開店したが、2006年12月にキーテナントであるとうてつ三沢店の閉店により閉店した。
- とわだ店（十和田市）

1997年に付近にあったとうてつ駅ビル店から移転。
2014年8月で閉店し、その後2015年にツルハドラッグ十和田東店が居抜きで出店。
- やえだ店（青森市）

ユニバース ラ・セラ ショッピングセンター2階にあったが、2015年2月15日閉店。
- 三内店（青森市）

2016年1月17日、開店20周年を迎えての閉店。

## 沿革
- 1908年（明治41年）7月5日 青森・安方町に成田書店を開店（成田本店創業日）
- 1910年（明治43年）5月3日 青森市大火のため、一切を烏有に帰す
- 1911年（明治44年）7月5日 再開店
- 1915年（大正4年）3月 教科書取次ぎ販売の開始
- 1917年（大正6年）7月5日 青森市新町7番地に土蔵建築着工
- 1917年（大正6年）2月20日 同所に店舗の建築着工
- 1917年（大正6年）5月22日 土蔵落成
- 1917年（大正6年）7月5日 店舗完成、開店
- 1924年（大正13年）8月1日 青森市古川町に新聞部を新築
- 1926年（大正15年）7月 青森市浦町に引札団扇部工場を新築
- 1928年（昭和3年）7月 青森市新町6番地に新聞部を新築
- 1943年（昭和18年）5月 青森市沖舘に支店開店
- 1945年（昭和20年）7月28日 太平洋戦争に際し、アメリカ機B-29の空襲により、新町7番地土蔵を残し全て焼失
- 1946年（昭和21年）7月10日 青森市新町6、7番地に店舗を新築、開店
- 1954年（昭和29年）11月29日 株式会社に改組
- 1958年（昭和33年）7月5日 創業50周年記念式典を挙行
- 1968年（昭和43年）7月5日 創業60周年記念式典並びに記念事業として文化講演会開催（講師 藤浦洸、坂田二郎）
- 1972年（昭和47年）12月1日 本店増築完成
- 1973年（昭和48年）7月5日 創業65周年式典、文化講演会開催（講師 高橋三千綱、三田誠広）
- 1978年（昭和53年）7月5日 創業70周年記念、文化講演会開催（講師 大徳寺 立花大亀）、記念展示会 杉本貞光 信楽焼
- 1988年（昭和63年）7月11日 創業80周年記念感謝会開催（卓話 横山武夫）
- 1992年（平成4年）9月23日 創業85周年記念、椎名誠トークショー開催
- 1998年（平成10年）6月28日 創業90周年記念、文化講演会開催（講師 瀬戸内寂聴）
- 2003年（平成15年）4月1日 青森県官報販売所、政府刊行物青森サービスステーション開設
- 2008年（平成20年）8月31日 創業100周年記念、文化講演会開催（講師 林真理子）
- 2013年（平成25年）12月14日創業105周年記念、文化講演会開催（講師 木村藤子）

## その他
- しんまち店が2007年3月2日、35年ぶりにリニューアルした。改装コンセプトは「読むだけじゃ、もったいない」。内容はもとより、装丁やデザインまで本をトータルな商品としてアピールしている。また、店のおすすめ、こだわりの本を紹介する「ナリタセレクト」コーナーを設けている。2014年2月にもリニューアルされ、2階にギャラリーが新設された。この時、白取春彦（2月22日）、安枝瞳（2月23日）、玉岡かおる（3月2日）のイベントを日変わりで開催。
- 2008年7月5日に創設100周年を迎えた。